# Clorinda
Clorinda – miasto w Argentynie, w prowincji Formosa, stolica departamentu Pilcomayo.
Według danych szacunkowych na rok 2005 miejscowość liczy 52 824 mieszkańców.